# 大野理絵
大野 理絵（おおの りえ、2月27日 - ）は、日本の女性声優。東京都出身。
以前はリマックスに所属していた。

## 出演作品

### 吹き替え
- UFOハンターズSeason2ロズウェル事件の真実(スー・マーネス)
- クリミナル・マインド4

### ゲーム
- 謎惑館 〜音の間に間に〜
- 龍が如く4(関西おばさん、40代女)

### ナレーション
- おはスタ金曜コーナー・レゴスタ(ゴーレくん)
- レゴ・ブロックパーク札幌(TVスポット)
- NTTDocomo(企業PV)
- ベザンツジャズバレエ団舞台・青い鳥

### 舞台
- 群読による古典朗読劇の試み 万葉集より　防人の詩
- 群読による古典朗読劇の試み 平家物語 祇王・平家一門都落ち・知章最期・藤戸
- 群読による古典朗読劇の試み 平家物語 巻第十一・壇ノ浦の合戦
- 星の王子さま
- 平家物語2009
- ムーブマン主催・口伝平家物語　東京プレミア上演

### 音声ガイド
- 那須サファリパーク
- 東北サファリパーク

### ボイスオーバー
- ヒストリーchUFOハンターズSeason2
- ヒストリーch地球の誕生

### その他
- ロト6販売用PV